# Juan David Arizala
Juan David Arizala Micolta (El Charco, 10 ottobre 2005) è un calciatore colombiano, difensore dell'Independiente Medellín.

## Caratteristiche tecniche
È un terzino sinistro.

## Carriera

### Club
Cresciuto nel settore giovanile dell'Independiente Medellín, ha debuttato in prima squadra il 12 marzo 2023 nell'incontro di Categoría Primera A perso 2-0 contro il Boyacá Chicó. Ha segnato il suo primo gol in competizioni professionistiche il 29 ottobre 2024 contro il Jaguares.

### Nazionale
Nel 2025 con la nazionale colombiana Under-20 ha preso parte al campionato sudamericano di categoria, dove è stato inserito nella squadra ideale della competizione.

## Statistiche

### Presenze e reti nei club
Statistiche aggiornate al 16 maggio 2025.
| Stagione        | Squadra                | Campionato      | Campionato | Campionato | Coppe nazionali | Coppe nazionali | Coppe nazionali | Coppe continentali | Coppe continentali | Coppe continentali | Altre coppe | Altre coppe | Altre coppe | Totale | Totale | Totale |
| Stagione        | Squadra                | Comp            | Pres       | Reti       | Comp            | Pres            | Reti            | Comp               | Pres               | Reti               | Comp        | Pres        | Reti        | Pres   | Reti   |        |
| --------------- | ---------------------- | --------------- | ---------- | ---------- | --------------- | --------------- | --------------- | ------------------ | ------------------ | ------------------ | ----------- | ----------- | ----------- | ------ | ------ | ------ |
| 2023            | Independiente Medellín | A               | 7          | 0          | CC              | 1               | 0               | CL+CS              | 0+1                | 0                  | -           | -           | -           | 9      | 0      |        |
| 2024            | Independiente Medellín | A               | 13         | 1          | CC              | 0               | 0               | CS                 | 2                  | 0                  | -           | -           | -           | 15     | 1      |        |
| 2025            | Independiente Medellín | A               | 6          | 0          | CC              | 0               | 0               | -                  | -                  | -                  | -           | -           | -           | 6      | 0      |        |
| Totale carriera | Totale carriera        | Totale carriera | 26         | 1          |                 | 1               | 0               |                    | 3                  | 0                  |             | -           | -           | 30     | 1      |        |